# Buđanovci
Buđanovci (v srbské cyrilici Буђановци) jsou vesnice na severu Srbska v autonomní oblasti Vojvodina. Administrativně spadají pod město Ruma, nacházejí se v rovinaté krajině poblíž řeky Sávy. Obyvatelstvo vesnice je převážně srbské národnosti.
Podle sčítání lidu z roku 2011 zde žilo 1496 obyvatel. Obcí prochází silnice a také železniční trať z Rumy do Zvorniku na hranici s Bosnou a Hercegovinou. Obyvatelstvo se tradičně věnovalo chovu dobytka.
První písemná zmínka pochází z roku 1547. Místní základní škola byla otevřena roku 1957. Obec se proslavila v roce 1999 během Operace Spojenecká síla jako místo sestřelení amerického neviditelného letounu Lockheed F-117 Nighthawk.